# Il compleanno/Geloso
Il compleanno/Geloso è un singolo del cantante italiano Riccardo Del Turco, pubblicato il 23 aprile del 1969.
In entrambi i brani la musica dell'orchestra aveva come direttore Gianni Morigi.
La copertina di questo singolo è stata curata da Daniele Usellini, realizzatore di molte copertine famose e la foto scattata da Silvano Rusmini.

## Tracce
Lato A
1. Il compleanno (Scritto da Giancarlo Bigazzi e Riccardo Del Turco)

Lato B
1. Geloso (Scritto da Giancarlo Bigazzi, Maurizio Nannucci e Riccardo Del Turco)